# Altenmarkskopf
Der Altenmarkskopf (früher: Somborner Höhe) ist ein 268,9 m ü. NHN hoher Berg im Vorspessart im hessischen Main-Kinzig-Kreis.

## Geographie
Der Gipfel befindet sich auf der Gemarkung der Gemeinde Freigericht und ist die höchste Erhebung des Waldgebietes östlich von Hanau. An seinen Südhängen verläuft die Grenze zur bayerischen Stadt Alzenau im unteren Kahlgrund. Der Altenmarkskopf gehört zum Oberrodenbacher Hügelland, das den Südausläufer des Ronneburger Hügellandes bildet. Umliegende Orte sind Oberrodenbach, Somborn, Albstadt, Michelbach und Alzenau. Sein südwestlicher, sich nach Bayern ziehender Sporn wird Schäferberg genannt. Unterhalb davon erstreckt sich die Schäferheide bis zur Kahl.
Am Altenmarkskopf kreuzen die Altstraßen Birkenhainer Straße und Sälzer Weg. Südlich davon verläuft eine Hochspannungsleitung vom Kraftwerk Staudinger zu Umspannwerken. Folgende Gewässer entspringen am Altenmarkskopf: im Südwesten der Einfallsgraben, im Südosten der Streubach, im Osten am Golfplatz des Hof Trages der Goldbach, im Norden der Rodenbach und im Nordwesten die beiden Bäche, die zur Barbarossaquelle verlaufen.
Nordwestlich des Gipfels stand im Mittelalter ein kurmainzisches Hofgut mit dem Namen Häuserhart. Dort liefen am Dreimärkerstein die drei Gemarkungen von Kurmainz, Hanau und Somborn zusammen.
Nach dem Spornnamen Schäferberg wurde eine Straße in Alzenau benannt.